# Campionat AMA d'EnduroCross
El campionat AMA d'EnduroCross (en anglès, AMA EnduroCross Championship, abreujat AMA EnduroCross) és un campionat d'endurocross que se celebra als Estats Units des del 2007 sota l'empara de l'AMA, després d'unes edicions anteriors organitzades per promotors privats a partir del 2004. Les proves es disputen en estadis o pavellons esportius on s'hi recreen obstacles típics de l'enduro, com ara roques, còdols i troncs.

## Història
El 2004, els promotors Eric Peronnard i Tim Clark van organitzar la primera prova amb el nom d'"EnduroCross" a l'Orleans Arena de Las Vegas, amb un format similar al de l'Enduro Indoor de Barcelona. Aquella primera competició d'EnduroCross es va anar celebrant anualment fins que el 2007 va esdevenir un campionat de tres rondes regulat per l'AMA. Des del 2008, s'han celebrat almenys sis rondes cada temporada. El 2011 i el 2012, els X Games de Los Angeles van ser una de les rondes del campionat. Las Vegas va acollir la ronda final entre el 2007 i el 2013, a més de la primera ronda els anys 2008-2010 i del 2012 en endavant. Altres ciutats que han acollit proves puntuables per a l'AMA EnduroCross són Denver, Everett, Boise i Ontario. La majoria de rondes s'han celebrat tradicionalment a la Costa Oest dels Estats Units.
El 2006, els propietaris de l'EnduroCross en van vendre els drets a Primedia, més tard anomenada Source Interlink i TEN: The Enthusiast Network. El 2017, TEN va vendre els drets del campionat al Bonnier Motorcycle Group.
A data de desembre del 2020, el polonès Taddy Blazusiak ostentava el rècord de victòries en una temporada del campionat, amb 29 a la del 2013. A més, cap altre pilot no havia aconseguit mai cinc campionats com ell. Altres pilots destacats al llarg de la història del campionat han estat Geoff Aaron, amb un total de 15 podis fins al 2020, Mike Brown, amb 13, Cody Webb, amb 12, i Colton Haaker i Damon Huffman, amb 9. Tots ells han obtingut alguna victòria entre aquests podis.

## Llista de guanyadors
A 1 de gener de 2025
| Any  | Campió          | Motocicleta |
| ---- | --------------- | ----------- |
| 2004 | Ryan Hughes     | Honda       |
| 2005 | David Knight    | KTM         |
| 2006 | John Dowd       | Suzuki      |
|      |                 |             |
| 2007 | David Knight    | KTM         |
| 2008 | Ricky Dietrich  | Kawasaki    |
| 2009 | Taddy Blazusiak | KTM         |
| 2010 | Taddy Blazusiak | KTM         |
| 2011 | Taddy Blazusiak | KTM         |
| 2012 | Taddy Blazusiak | KTM         |
| 2013 | Taddy Blazusiak | KTM         |
| 2014 | Cody Webb       | Beta        |
| 2015 | Cody Webb       | KTM         |
| 2016 | Colton Haaker   | Husqvarna   |
| 2017 | Cody Webb       | KTM         |
| 2018 | Colton Haaker   | Husqvarna   |
| 2019 | Colton Haaker   | Husqvarna   |
| 2020 | Colton Haaker   | Husqvarna   |
| 2021 | Colton Haaker   | Husqvarna   |
| 2022 | Jonny Walker    | Beta        |
| 2023 | Trystan Hart    | KTM         |
| 2024 | Trystan Hart    | KTM         |

1. ↑  Primera edició com a Campionat AMA

## Estadístiques

### Campions amb més de 3 títols
A 1 de gener de 2025
| Pilot           | Títols |
| --------------- | ------ |
| Taddy Blazusiak | 5      |
| Colton Haaker   | 5      |